# Listopad 2004

## 2 listopada2004
- Wybory prezydenckie w USA. Zwyciężył dotychczasowy prezydent, republikanin George W. Bush, który, dostał około 51 proc. głosów. Jego główny kontrkandydat demokrata John Kerry dostał 48 proc. głosów. W głosach elektorskich Bush wygrał 286 do 252. Republikanie zwiększyli także swoją przewagę w obu izbach Kongresu.

## 4 listopada2004
- Po krótkiej poprawie nastąpiło gwałtowne pogorszenie stanu zdrowia przywódcy Palestyńczyków Jasera Arafata. Według sprzecznych informacji Arafat stracił przytomność, jest w śpiączce lub w stanie śmierci mózgowej. Telewizja izraelska poinformowała nawet o jego śmierci.

## 7 listopada2004
- Tymczasowy rząd iracki wprowadził na 60 dni stan wyjątkowy. Obowiązywać będzie w całym kraju z wyjątkiem kurdyjskiej północy. W nocy podczas ataku na posterunek policji w miejscowości Haditha w zachodnim Iraku napastnicy zamordowali 21 pojmanych i rozbrojonych policjantów.

## 8 listopada2004
- Wojska amerykańskie wspierane przez iracką Gwardię Narodową rozpoczęły szturm na miasto al Falludża, kontrolowane przez sunnickich rebeliantów. Według władz irackich i Amerykanów w al Falludży ukrywa się terrorysta Abu Musab al-Zarkawi.

## 10 listopada2004
- Po raz pierwszy w historii Polska przejęła na pół roku przewodnictwo w Radzie Europy.

## 11 listopada2004
- Przywódcy palestyńscy oficjalnie ogłosili, że w nocy o godzinie 3:30 czasu europejskiego (CET) nastąpiła śmierć Jasera Arafata.
- Litwa, jako pierwsze państwo UE, decyzją Sejmu ratyfikowała Traktat Konstytucyjny UE.

## 12 listopada2004
- Po raz pierwszy odbył się w Polsce Lekarski Egzamin Państwowy. Przystąpiło do niego 2081 stażystów, absolwentów studiów medycznych i 807 lekarzy otwierających specjalizację. Egzaminu nie zaliczyło 38 stażystów i 128 lekarzy z kilkuletnią praktyką.

## 14 listopada2004
- Nieznani napastnicy zaatakowali wieczorem ambasadę polską w Bagdadzie. Nikt nie zginął ani nie został ranny. Ambasada została ostrzelana z broni maszynowej i granatników. Atak trwał niemal pół godziny. Napastników było około piętnastu.

## 16 listopada2004
- Po pięciu latach produkcji Valve Software wydaje w Ameryce Północnej grę komputerową Half-Life 2, pierwszą grę z zaimplementowanym w pełni poprawnym silnikiem fizycznym.

## 18 listopada2004
- Parlament Europejski zaakceptował nową Komisję Europejską pod przewodnictwem Jose Manuela Barroso.
- Niezwykle silne wiatry (ponad 30 m/s) spowodowały, zwłaszcza na Pomorzu, wiele strat materialnych, problemów komunikacyjnych i zakłóceń w dostawach energii elektrycznej. Nie mniej niż 3 osoby zginęły w wypadkach spowodowanych przez przewracające się drzewa.
- Senator Ryszard Sławiński został wybrany przez Senat do KRRiT na kadencję 2004 – 2009.

## 19 listopada2004
- Funkcjonariusze Agencji Bezpieczeństwa Wewnętrznego zatrzymali posła Andrzeja Pęczaka. Stało się to po tym, jak tego samego dnia rano Sejm udzielił zgody na aresztowanie posła. Aresztowanie Pęczaka związane jest z bocznym wątkiem afery Orlenu.
- Wielka wichura w Wysokich Tatrach na Słowacji. 24 000 hektarów lasu zostało doszczętnie zniszczonych. Duża część tych lasów leżała na terenie Tatrzańskiego Parku Narodowego.

## 20 listopada2004
- Premier Marek Belka zorganizował specjalną konferencję prasową, na której poinformował o uwolnieniu z rąk porywaczy Polki Teresy Borcz, uprowadzonej w Iraku 28 października.
- Zmarł dziennikarz Faktów TVN, Marcin Pawłowski. Od półtora roku cierpiał na chorobę nowotworową.

## 21 listopada2004
- Według sondaży exit polls w II turze wyborów prezydenckich na Ukrainie zwyciężył Wiktor Juszczenko przed Wiktorem Janukowyczem przewagą od 3 do 11 punktów proc. (w zależności od badania) przy frekwencji 76,63%. I tura odbyła się 31 października.
- W województwie śląskim (okręg Rybnik) odbyły się wybory uzupełniające do Senatu. Wygrał je kandydat Unii Wolności Klemens Ścierski. Zastąpi on zmarłego Adama Graczyńskiego z SLD.

## 22 listopada2004
- Ukraińska Centralna Komisja Wyborcza ogłosiła wyniki wyborów prezydenckich, według których Wiktor Janukowycz zdobył 49,42% głosów a Wiktor Juszczenko 46,70%. Kandydat opozycji zakwestionował uczciwość komisji i wezwał do obywatelskiego nieposłuszeństwa. W Kijowie odbyła się dwustutysięczna demonstracja poparcia dla lidera opozycji. Część demonstrantów rozbiła na noc miasteczko namiotowe.

## 23 listopada2004
- Na Ukrainie trwają masowe protesty w związku z zarzutami fałszerstwa wyborczego. Poparcie dla demonstrantów wyrazili obecni w Kijowie obserwatorzy wyborów z Polski, eurodeputowani Jerzy Buzek, Grażyna Staniszewska i Michał Kamiński.

## 24 listopada2004
- Zmiana w składzie polskiego rządu. Odwołanego ministra polityki społecznej Krzysztofa Patera zastąpiła wicepremier Izabela Jaruga-Nowacka.
- Ukraińska Centralna Komisja Wyborcza oficjalnie ogłosiła Wiktora Janukowycza zwycięzcą wyborów prezydenckich. Podpisania ostatecznego protokołu odmówiło czterech członków komisji. Prawomocność wyborów kwestionowana jest na Ukrainie i na świecie. Wyborów nie uznają między innymi Stany Zjednoczone.

## 25 listopada2004
- Opozycja ukraińska zaskarżyła rezultaty wyborów prezydenckich do Sądu Najwyższego. Sąd zabronił oficjalnej publikacji wyniku wyborów do czasu rozpatrzenia odwołania przeciw Komisji Wyborczej.
- W Hadze odbył się szczyt Rosja – UE zdominowany przez kwestię ukraińską. Władimir Putin ostrzegł kraje europejskie przed wtrącaniem się z zewnątrz w konflikt na Ukrainie.

## 26 listopada2004
- Sejm uchwalił budżet na rok 2005.
- Na Ukrainę przylecieli Aleksander Kwaśniewski i Javier Solana. Uczestniczyli w wieczornych negocjacjach dotyczących sytuacji na Ukrainie.

## 27 listopada2004
- Parlament Ukrainy przyjął uchwałę, która uznaje, że druga tura wyborów prezydenckich odbyła się przy masowych naruszeniach ordynacji wyborczej i nie odzwierciedla woli elektoratu Ukrainy.

## 30 listopada2004
- Parlament Ukrainy odrzucił w głosowaniu wniosek ukraińskiej opozycji w sprawie dymisji rządu Wiktora Janukowycza.
- Opozycja ukraińska zerwała negocjacje z władzami w sprawie rozwiązania kryzysu po wyborach prezydenckich i wznowiła blokadę budynków rządowych w Kijowie.